# Ülo Nugis
Ülo Nugis (ur. 28 kwietnia 1944 w Tallinnie, zm. 18 listopada 2011) – estoński polityk i inżynier, w latach 1992–1995 przewodniczący Riigikogu.

## Życiorys
W 1967 ukończył inżynierię mechaniczną w białoruskim instytucie politechnicznym w Mińsku. Do 1974 pracował jako inżynier w kilku przedsiębiorstwach. Następnie pełnił funkcję dyrektora w fabrykach, a od 1986 do 1990 był dyrektorem przedsiębiorstwa produkcyjnego Estoplast.
W latach 1973–1990 należał do Komunistycznej Partii Związku Radzieckiego. Na przełomie lat 80. i 90. przewodniczył organizacji pracowniczej Eesti Töökollektiivide Liit. W latach 1989–1991 zasiadał w Radzie Najwyższej ZSRR. W 1990 został wybrany do Rady Najwyższej Estońskiej SRR. Wchodził też w skład Kongresu Estonii oraz rady miejskiej Tallinna. 20 sierpnia 1991 znalazł się w gronie deputowanych, którzy opowiedzieli się za niepodległością państwa.
W latach 1992–2003 sprawował mandat posła do Zgromadzenia Państwowego trzech kadencji, w latach 1992–1995 pełnił funkcję przewodniczącego estońskiego parlamentu. W latach 90. działał w kilku różnych estońskich ugrupowaniach, m.in. w Estońskiej Partii Koalicyjnej. W latach 2001–2003 przewodniczył partii Erakonna Uus Eesti. Od 2003 pracował w sektorze prywatnym.

## Odznaczenia
- Order Herbu Państwowego II klasy – 2004[3]
- Order Herbu Państwowego IV klasy – 2001[4]
- Medal Rady Bałtyckiej – 2006[5]